# Boarstall Tower
Boarstall Tower er en portbygning med voldgrav fra 1300-tallet. Den ligger i Boarstall i Buckinghamshire i England og er omgivet af et haveanlæg, som drives af National Trust.
Under den engelske borgerkrig brugte Charles 1. tårnet som garnison.